# エリソン (アリエ県)
エリソン（仏: Hérisson）は、フランス、オーヴェルニュ＝ローヌ＝アルプ地域圏、アリエ県のコミューン。

## 地理

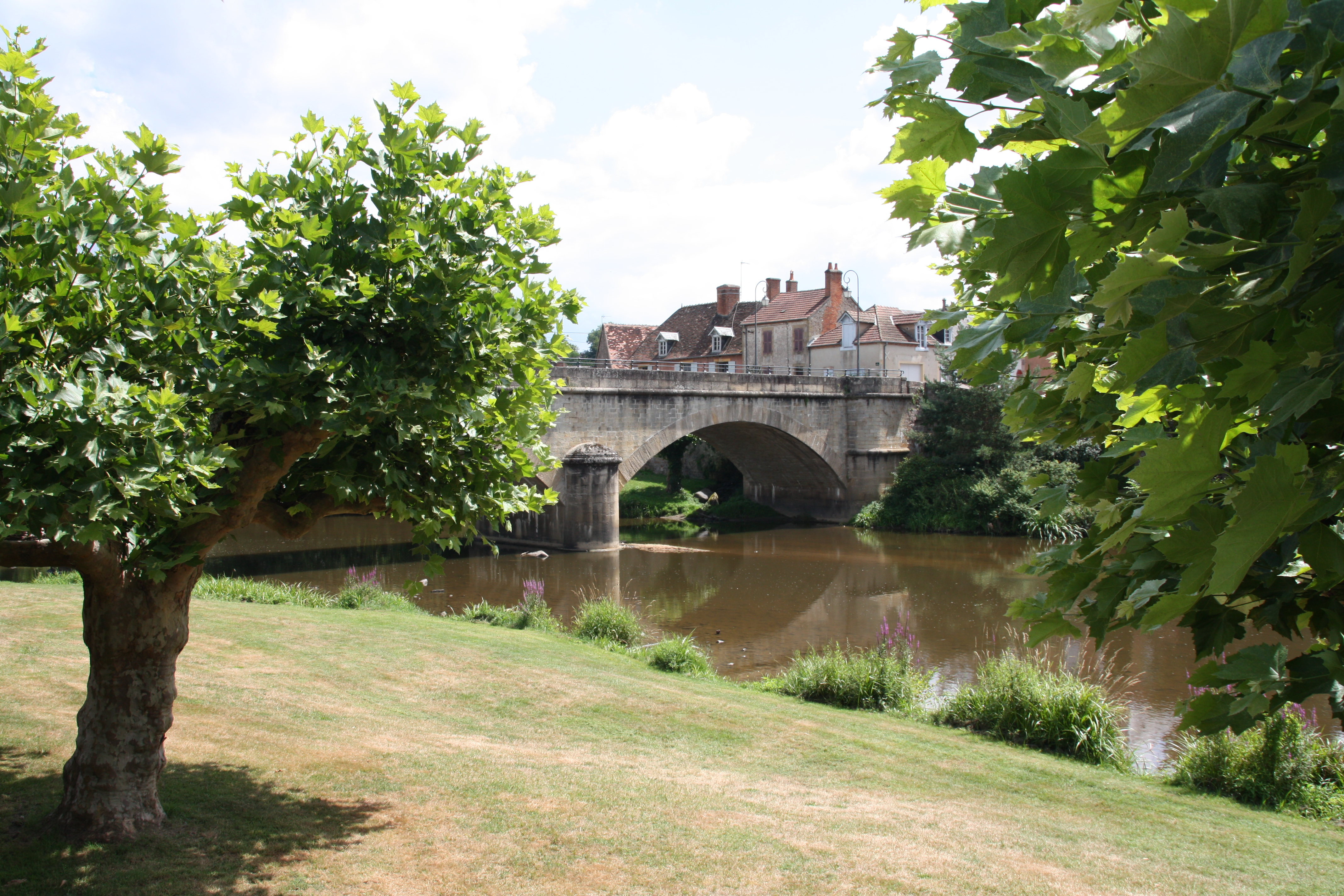
オマンス川

オマンス河岸にあり、オマンス川とシェール川の合流地点からおよそ15km離れている。
コミューンは盆地の中にあり、エリソン城はコミューンを流れるオマンス川を見下ろす丘のてっぺんにある。

## 歴史
伝説によると、古代都市コルデス（Cordès）の住民たちが、蛮族の侵攻から身を守るためにエリソンの地へ移住してきた。中世のエリソンは、ブルボネーに17箇所あった、城代が置かれたシャトレニー（fr、城代に授けられた封土）で、対アキテーヌ国境地帯の防衛の役割を担っていた。最初のエリソン城は、オマンス川との往来を確保するためにブルボン領主によって築かれた。百年戦争の間、アキテーヌ公領の領主を兼ねていたイングランド王は、直接ブルボネーを脅かし、エリソン城に篭城して抵抗するフランス軍を包囲した。フロンドの乱後、年少の王ルイ14世のため、王太后アンヌ・ドートリッシュとともに国を治めていたマザラン枢機卿は、エリソン城を廃止させた。その後城は石材の切り出し場となった。
フランス革命の時代、エリソンは郡庁がおかれたが、盆地状の地形のため主要道から遠く、コミューンの発展は望めなかった。モンリュソン-ムーラン間の鉄道路線が停車する近隣のコミューン、コーヌ＝ダリエは、エリソンよりも発展することになった。

## 人口統計
| 1962年 | 1968年 | 1975年 | 1982年 | 1990年 | 1999年 | 2006年 | 2011年 |
| ------ | ------ | ------ | ------ | ------ | ------ | ------ | ------ |
| 1170   | 1043   | 979    | 872    | 801    | 709    | 679    | 634    |

参照元:1999年までEHESS、2004年以降INSEE

## 史跡
- シャテロワ集落を囲むガリア時代の壁跡
- エリソン城 - 10世紀から14世紀。歴史文化財
- サン・ピエール・ド・シャテロワ教会 - 12世紀ロマネスク様式。歴史文化財
- 11世紀から12世紀に築かれた城壁の門。ヴァレンヌ門とリヴィエール門は歴史文化財となっている。

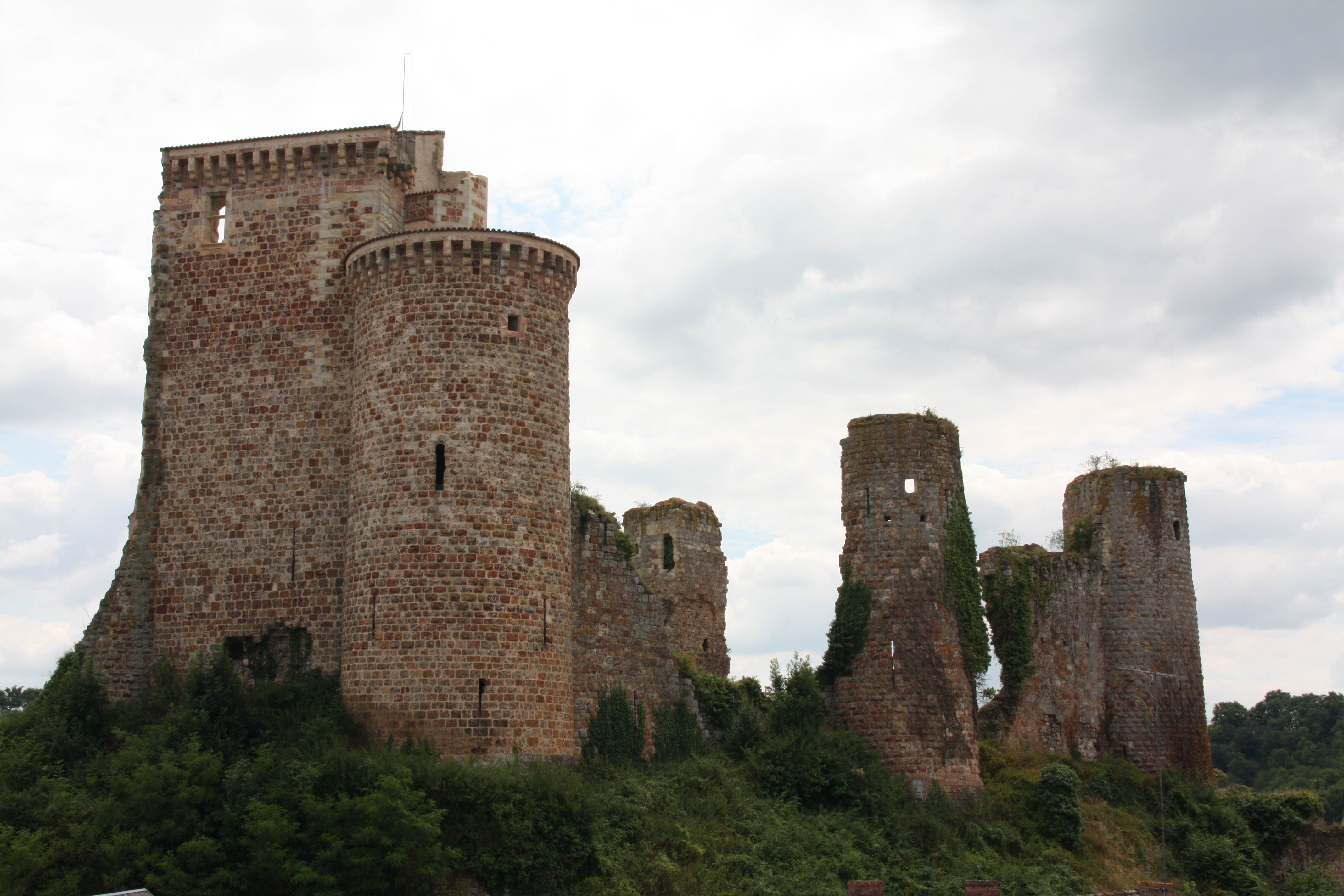
エリソン城
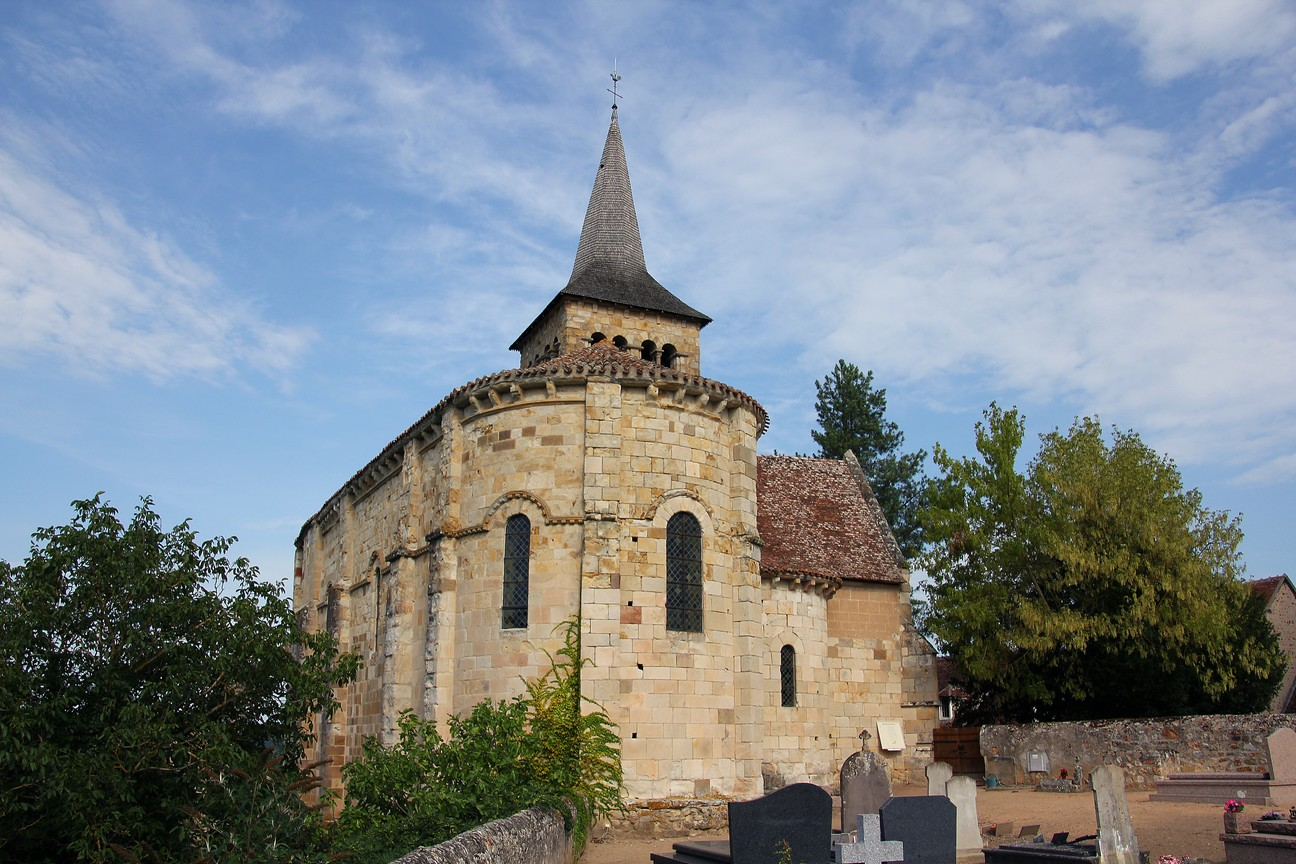
サン・ピエール・ド・シャテロワ教会
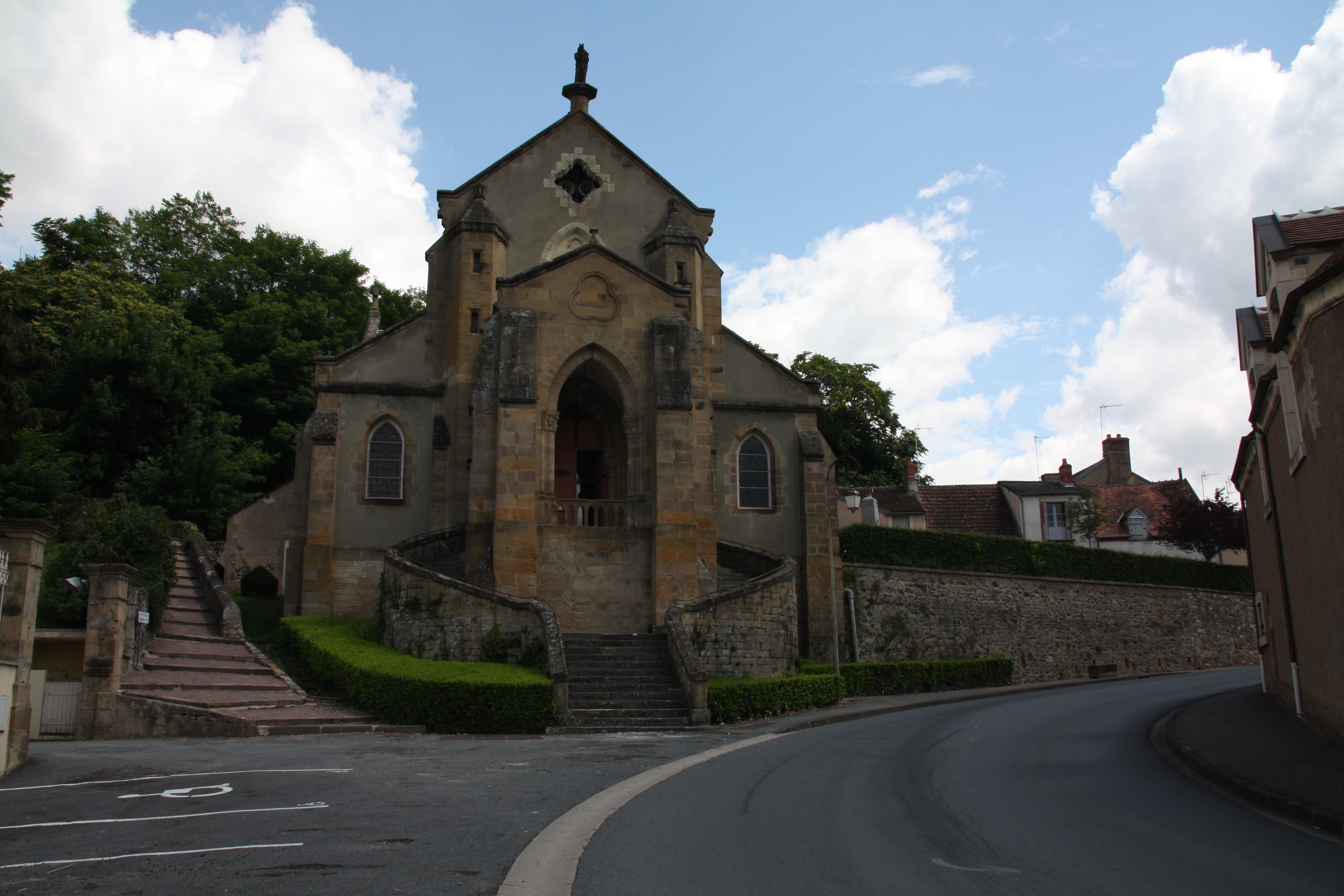
ノートルダム教会
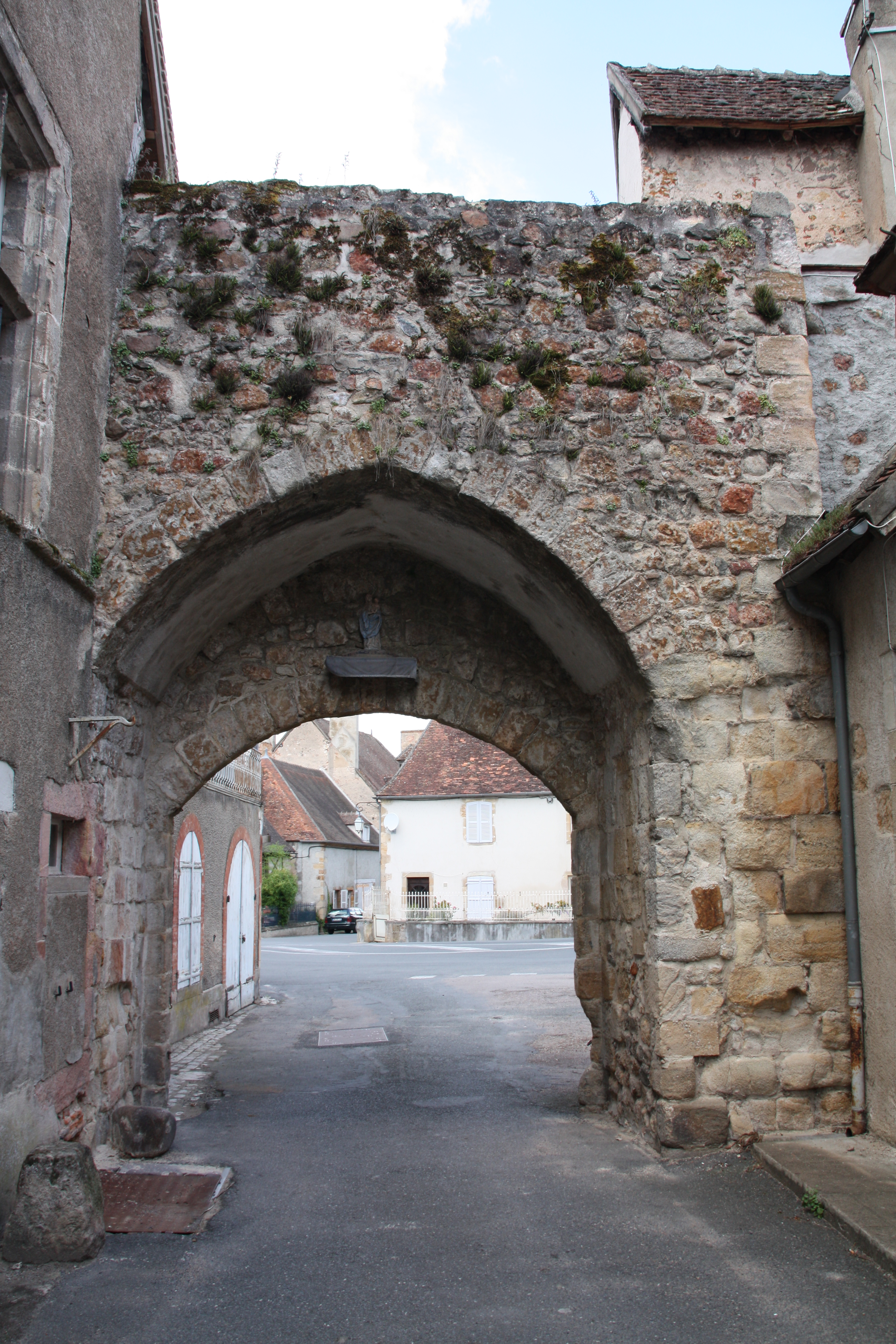
ヴァレンヌ門

## ゆかりの人物
- アンリ・アルピニー（Henri Harpignies） - バルビゾン派の画家。エリソンや近郊の風景を描いた
- ルイ・ビニョン（fr:Louis Bignon (restaurateur)） - エリソン生まれ。パリでカフェ・ド・フォワを経営。
- オリヴィエ・ペリエ（fr:Olivier Perrier） - 俳優。